# Gergini-Riff
Das Gergini-Riff (bulgarisch риф Гергини rif Gergini) ist ein in der Aufsicht dreieckiges, felsiges und bei Niedrigwasser sichtbares Riff im Archipel der Südlichen Shetlandinseln. Es erstreckt sich in ost-westlicher Ausrichtung über eine Länge von 400 m und eine Breite von 200 m vor der Nordwestküste von Snow Island und liegt 0,45 km nordwestlich des Byewater Point, 3,74 km südwestlich des Bizone Rock sowie 0,76 km westsüdwestlich von Korsis Island.
Bulgarische Wissenschaftler kartierten es 2009. Die bulgarische Kommission für Antarktische Geographische Namen benannte es 2017 nach der Ortschaft Gergini im Norden Bulgariens.